# Nymphaeaceae
Las ninfeáceas (Nymphaeaceae) son una familia de angiospermas del orden Nymphaeales. Consta de 6 géneros y unas 69 especies, que se distribuyen por todo el planeta, si bien alguno de los géneros presenta una distribución más restringida. Se les da el nombre común general de nenúfares, si bien este término puede abarcar también a las familias acuáticas de las Cabombaceae, Nelumbonaceae y el género Nymphoides de la familia Menyanthaceae. 

## Descripción
- Hierbas perennes, raramente anuales, acuáticas, con rizomas horizontales o verticales.
- Hojas alternas, simples, largamente pecioladas, flotantes, sumergidas o emergidas, el peciolo marginal o las hojas peltadas, limbo linear, sagitado, cordado u orbicular, vernación involuta, estípulas adaxiales o ausentes. Tricomas mucilaginosos presentes en los órganos en desarrollo. Estomas anomocíticos en la haz foliar de las hojas emergidas, hidropotes presentes en el envés foliar, estomatodos en el limbo de Victoria.
- Tallos no flotantes, en forma de rizomas horizontales, gruesos, cilíndricos a ligeramente deprimidos, cuyas partes viejas mueren y se ramifican mediante crecimiento apical, o bien cepas verticales gruesas que emiten hojas y flores desde el extremo; nodos 3-lacunares. En ambos casos además pueden aparecer tubérculos. El sistema vascular es eustélico modificado, complejo. Aerénquima presente en todos los órganos. Laticíferos no ramificados presentes. Raíces apareciendo debajo de cada hoja.
- Plantas hermafroditas.
- Flores grandes, axilares o no, solitarias con pedúnculo largo, usualmente emergentes, perfectas, actinomorfas, hipóginas a epíginas. Sépalos 4-6(-12), verdes a petaloides; pétalos 0-70, los mayores, externos; estambres 14-200, laminares, 3-nervados, con anteras alargadas adaxiales, a menudo convirtiéndose gradualmente en estaminodios hacia fuera y en estambres normales hacia dentro, conectivo prolongado o no; carpelos 3-35, hemicárpicos a sincárpicos, alrededor del eje prominente del receptáculo, ovario multilocular, estilos ausentes o modificados en expansiones prominentes (apéndices carpelares), estigmas radiales en un disco apical del ovario o a lo largo de la copa apical del mismo, secos; óvulos 3-muchos, usualmente anátropos, raramente ortótropos (Barclaya), bitégmicos, crasinucelados; placentación laminar.
- Fruto en baya esponjosa.
- Semillas numerosas, ovoides a subovoides, operculadas, usualmente ariladas, con endospermo escaso y perispermo abundante, embrión pequeño, con 2 cotiledones hemisféricos gruesos.
- Polen de tipos muy variados, variable entre géneros y especies, exina ausente, endexina lamelada.
- Número cromosómico: n = 10, 12, 14, 17, 18; 2n = 20-24, 28, 34, 36, 58, 224; x = 14. Cromosomas grandes en Victoria y Barclaya.

## Ecología
Flores entomófilas (frecuentemente cantaridófilas), emergentes, protóginas, floreciendo 2-3 días, funcionalmente femeninas el primero, masculinas los restantes, fragantes, con apéndices carpelares ricos en almidón ofrecidos a los visitantes. Existen relaciones estrechas con géneros de polinizadores, p. ej., de Nuphar con Donacia o de Victoria con Cyclocephala. En Euryale y Barclaya aparecen tanto flores cleistógamas como casmógamas. Otros polinizadores incluyen moscas y abejas. Los frutos se desarrollan bajo el agua y se vuelven mucilaginosos, dejando libres las semillas, que flotan en paquetes de aerénquima o se hunden (Nuphar), o bien mediante arilos. En Barclaya hay zoocoria frecuente debido a las semillas espinosas.
Habitan en aguas quietas o de corriente lenta de hasta 2 m de profundidad, siendo tolerantes a la escasez de oxígeno, que es transportado a las partes sumergidas por el aerénquima desde las hojas. Sus partes son utilizadas por diversos animales y hongos para su desarrollo y alimentación.

## Fitoquímica
Se caracterizan por presentar taninos de dos tipos: galotaninos y elagitaninos hidrolizables que se acumulan en rizomas y semillas, acompañados de flavonoides como la miricetina y la prodelfinidina; además presentan pseudoalcaloides sesquiterpénicos de tipos particulares, lo que subraya el aislamiento filogenético de esta familia.

## Usos
Los nenúfares son plantas favorecidas en su uso en jardinería para ambientes de agua dulce, o en acuariofilia. Las semillas y rizomas se han venido usando en la alimentación humana por su alto contenido en almidón y proteínas a lo largo de la historia. Los egipcios y los mayas usaron las flores de Nymphaea como un narcótico psicodisléptico para provocar el éxtasis en oráculos y sacerdotes. El excesivo crecimiento de estas plantas en ciertas zonas pueden provocar pérdidas económicas si no se procede a su control.

## Fósiles
Esta familia estaba previamente mucho más diversificada. Se conocen restos fósiles desde el Cretácico superior (género Microvictoria, del Turoniense, hace 90 Ma). Las semillas del género fósil Sabrenia presentan características intermedias entre las de Victoria y Brasenia.

## Posición sistemática
Las ninfeáceas siempre han despertado el interés de los estudiosos por la curiosa mezcla de caracteres de monocotiledónea y dicotiledónea que presentan, lo que usualmente las ha colocado en una posición cercana a la base de ambos grupos. Se han propuesto diversas clasificaciones internas que englobaban géneros que ahora se consideran en otra familia Cabombaceae. El APW (Angiosperm Phylogeny Website) considera que es el grupo hermano de la familia Cabombaceae del Orden Nymphaeales (cf. AP-website).

## División de la familia
Introducción teórica en Taxonomía

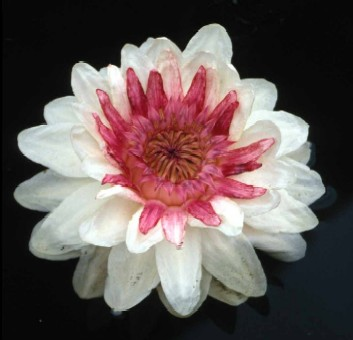
Flor de Victoria cruziana

No hay aún datos definitivos sobre el agrupamiento de los géneros dentro de la familia, si bien está bastante claro que Nuphar ocupa una posición basal, respecto de los otros cinco, por lo que se ha separado en una subfamilia Nupharoideae, mientras los restantes cinco forman la subfamilia Nymphaeoideae.
Los géneros incluidos en esta familia pueden separarse mediante la siguiente clave:
- Flores hipóginas. Ápice del gineceo formando un disco plano a ligeramente cóncavo con estigmas radiales. Sépalos 5-14. Polen anasulcado, espinoso.

Subfamilia Nupharoideae Mot. Ito, 1987.
Género único: Nuphar Sm. in Sibth. & Sm., 1809. Holártico.
- Flores períginas a epíginas. Ápice del gineceo en forma de copa, toda su superficie estigmática. Sépalos 4-5. Polen de otro tipo.

Subfamilia Nymphaeoideae Arn., 1832.
- Plantas con acúleos. Hojas escutiformes, peltadas.

- Borde del limbo levantado formando un reborde continuo. Envés foliar aculeado. Estaminodios y apéndices carpelares presentes.

Género Victoria Lindl., 1837. América meridional tropical.
- Borde del limbo no levantado. Haz y envés foliares aculeados. Estaminodios y apéndices carpelares ausentes o inconspicuos.

Género Euryale Salisb., 1805. Asia, de la India al Japón.
- Plantas sin acúleos. Hojas de diversas formas, peciolo inserto en una escotadura del borde del limbo.

- Sépalos 4-5. Estambres péndulos, epipétalos sobre la cara interna del tubo de la corola. Semillas espinosas, sin arilo.

Género Barclaya Wall., 1827. Sureste de Asia.
- Sépalos 4(-5). Estambres erectos, períginos sobre la cara externa del tubo de la corola. Semillas lisas, papilosas o pelosas, con arilo.

- Pétalos 0-5. Eje floral central prominente por encima de la copa estigmática. Hojas sumergidas lineares con bordes fuertemente ondulados.

Género Ondinea Hartog, 1970. Australia occidental.
- Pétalos (6-)8-40(-50). Eje floral central visible como pequeña proyección en la base de la copa estigmática. Hojas sumergidas (si existen) anchas, de bordes apenas ondulados.

Género Nymphaea L., 1753. Cosmopolita.

## Referencias

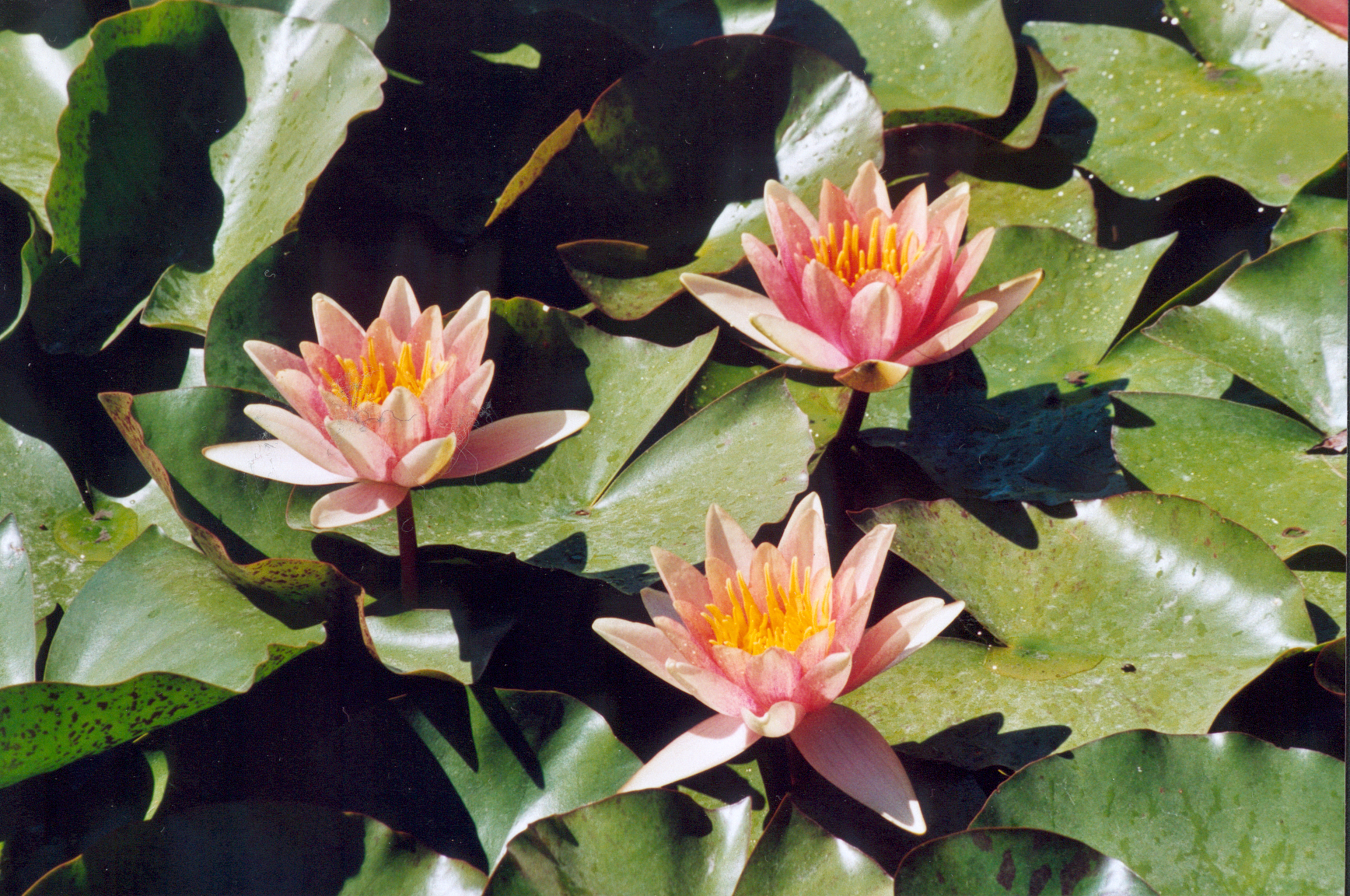
Nenúfares en una laguna.

## Sinonimia
- Barclayaceae* Archivado el 26 de septiembre de 2007 en Wayback Machine. *Euryalaceae. Archivado el 11 de octubre de 2007 en Wayback Machine.